# Гаджиев, Джабраил Гаджираджабович
Джабраил Гаджираджабович Гаджиев (азерб. Cəbrayıl Hacıyev; род. 18 февраля 2002, Ахты, Дагестан) — азербайджанский и российский борец вольного стиля. Двукратный чемпион Азербайджана (2022, 2023). Личный тренер — Вахид Мамедов.

## Карьера
Родился 18 февраля 2002 года в селе Ахты (Дагестан, Россия) в лезгинской семье. Является воспитанником ахтынской спортивной школы имени Абдулали Ганиева. Победитель первенства ЦФО 2017 года по вольной борьбе среди юношей. В 2018 году переехал в Азербайджан. Личным тренером Гаджиева здесь стал Вахид Мамедов, ранее тренировавший олимпийского чемпиона Намика Абдуллаева.
В июне 2019 года стал серебряным призёром первенства Европы среди юношей в итальянской Фаенце. 21 июля 2019 года стал победителем юношеских Европейских игр в Баку, одолев в финале россиянина Батырбека Цховребова. 29 июля 2019 года в Софии стал победителем первенства мира среди юниоров, одолев в финале того же Батырбека Цховребова. В декабре 2019 года в составе сборной Азербайджана принимал участие на клубном чемпионате мира.
В феврале 2021 года на международном турнире в Киеве стал серебряным призёром, уступив в финале представителю Узбекистана Ильясу Бекбулатову. В апреле 2021 года в Якутске стал победителем международный турнир среди юниоров памяти Романа Дмитриева. В декабре 2021 года в Баку стал серебряным призёром чемпионата Азербайджана, уступив в финале Турану Байрамову.
В августе 2022 года в Софии стал чемпионом мира среди молодёжи U20. В августе 2023 года, одолев в финале Имама Ганишова из России, победил на Играх странах СНГ в Минске. В декабре 2023 года в Баку завоевал золотую медаль чемпионата Азербайджана, в финале одолел Аганазара Новрузова.
В мае 2024 года Гаджиев выиграл золото на чемпионате Европы среди спортсменов до 23 лет в Баку.
В октябре 2024 года выиграл бронзу на чемпионате мира по борьбе среди спортсменов до 23 лет 2024 в Тиране (Албания).

## Спортивные результаты
- Первенство Европы среди молодежи 2019 — ;
- Летний Европейский юношеский Олимпийский фестиваль 2019 — ;
- Первенство мира среди молодежи 2019 — ;
- Чемпионат Азербайджана по вольной борьбе 2019 — ;
- Клубный чемпионат мира 2019 (команда) — 5;
- Чемпионат Европы по борьбе среди молодежи 2021 — ;
- Чемпионат мира по борьбе среди молодежи 2021 — ;
- Чемпионат Азербайджана по вольной борьбе 2021 — ;
- Чемпионат мира по борьбе среди молодежи U20 2022 — ;
- Чемпионат Азербайджана по вольной борьбе 2022 — ;
- Игры стран СНГ 2023 — ;
- Чемпионат Азербайджана по вольной борьбе 2023 — ;
- Чемпионат Европы по борьбе среди спортсменов до 23 лет (Баку, 2024) — ;
- Спортивные игры БРИКС 2024 — ;
- Чемпионат мира по борьбе среди спортсменов до 23 лет (Тирана, 2024) — ;